# アーキトレーブ

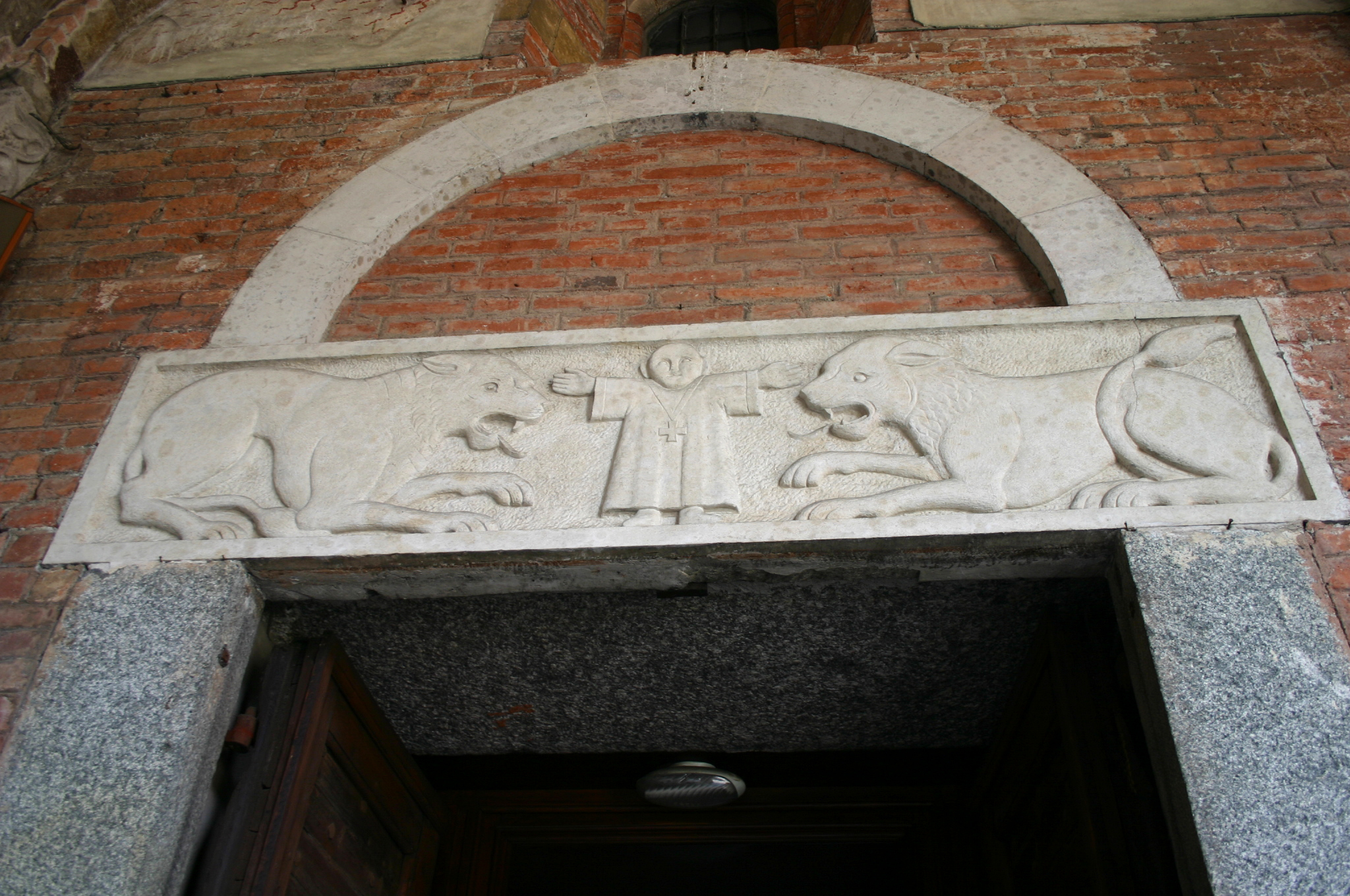
イタリアのミラノにあるサンタンブロージョ教会正面の左側玄関にあるアーキトレーブ

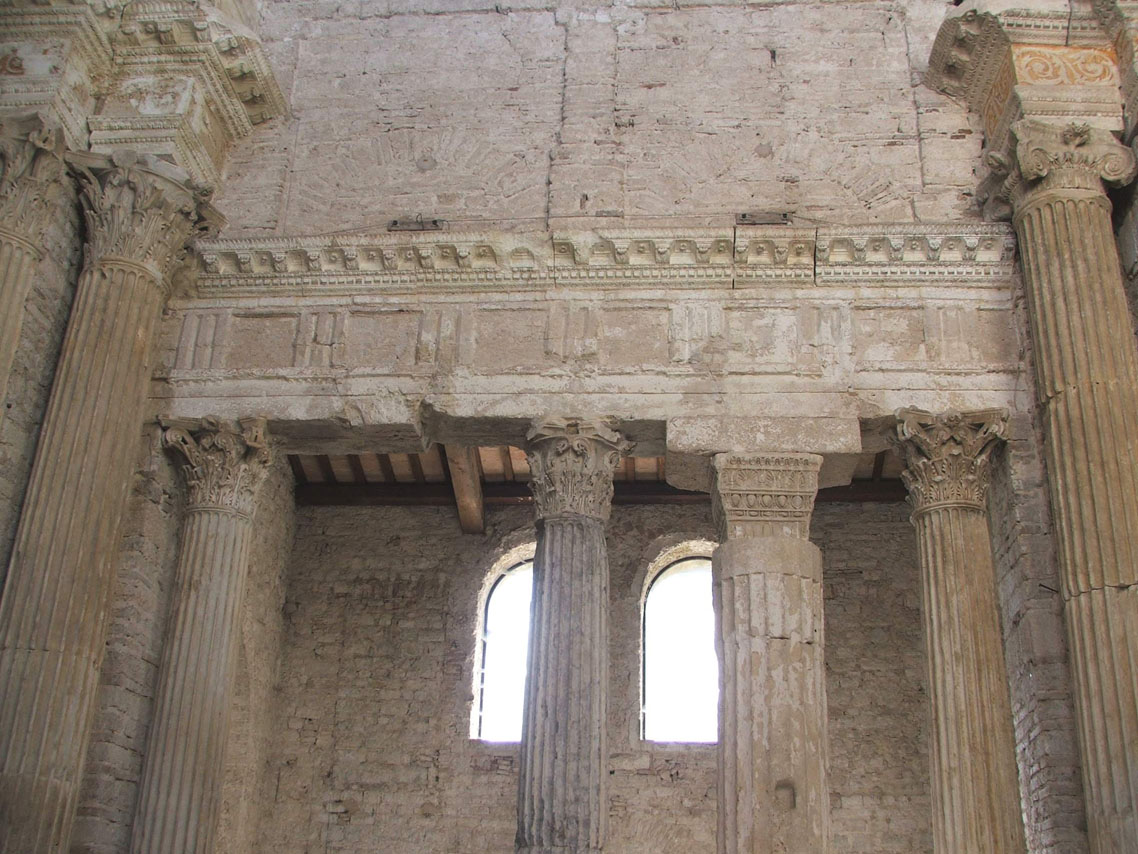
イタリアのスポレトにあるバシリカ・ディ・サンサルバトーレのアーキトレーブ

アーキトレーブ（イタリア語: Architrave、またはエピスタイル、英語: epistyle とも呼ばれる）は、矩形開口部を形造る形成されたあるいは装飾上の帯状部品である。柱の頭部に載るまぐさ石あるいは梁である。アーキトレーブ、フリーズおよびコーニスからなるエンタブラチュアの最下部にあたる。アーキトレーブという言葉はギリシャ語とラテン語の arche と trabs が組み合わされて、「主梁」を意味している。主に教会や大聖堂など宗教的建築物に使われている。現代の住居でも見ることができる。
アーキトレーブは様々なオーダー（古典主義建築の基本単位となる円柱と梁の構成法）で異なる形状をしている。トスカナ式では、表面が平らであり、アニュレット（平縁、柱頭の回りに作られた円形の繰り形）が載り、高さは構成要素の半分である。ドーリア式と複合型（コンポジット式）では、2面があるか鼻隠（軒先の垂木先端の木口を隠すための板）があるかであり、イオニア式とコリント式では3面あり、構成要素の高さの12分の10あるが残りの構成要素の半分である。
アーキトレーブという言葉はより一般的にドアや窓など矩形開口部を構成するモールディング（縁取り）を指す時にも使われている。